# デーフェンテル
デーフェンテル （Deventer、[ˈdeː.vən.tər] ( 音声ファイル)）は、オランダ東部のオーファーアイセル州にある基礎自治体（ヘメーンテ）。デーフェンターともデフェンテルとも表記される。人口96,596人（2007年）。
自治体内にある同名の市街地も、本稿で取り扱う。

## 概要
デーフェンテルは、オーファーアイセル州西部のサラント地方にある基礎自治体である。エイセル川沿いに位置しており、その大部分は川の東岸にある。2005年、国内の官僚機構を縮小する国家的な取り組みの一環として、隣接する基礎自治体バトメン（人口5,000人）を編入合併した。
デーフェンテルは、オランダ有数の古都であり、中世にはハンザ同盟に加盟していた。古い史跡が多く、最古の科学図書館や最古のレンガ造りの家などオランダ最古と称する建造物が多く存在している。

## 日本語における表記
原語表記「Deventer 」は、日本語において様々に表記されており、「de 」はデー／デの2通り、「ven 」はフェン／ヴェン／ベンの3通り、「ter 」はテル／ターの2通りの表記が考えられる。以下に事例をあげる。
| - デーフェンテル - デフェンテル - デーヴェンテル - デヴェンテル | - デーベンテル - デベンテル - デーフェンター - デフェンター | - デーヴェンター - デヴェンター - デーベンター - デベンター |

## 姉妹都市
- タルトゥ[9] （エストニア）
- ロンドン[9] （カナダ）
- シビウ （ルーマニア）

## 著名な出身者
- ヴィクトル・シコラ （サッカー選手）
- ウィルレム・テン・ライネ （医師、植物学者、薬学者）
- バス・ドスト （サッカー選手）
- ハン・ファン・メーヘレン （画家）
- ベルト・ファン・マルワイク （サッカー選手、監督）
- ヤン・ピーテルスゾーン・スウェーリンク （作曲家）
- ヨハン・アダム・ラインケン （作曲家）

## 著名な居住者
- ヘラルト・テル・ボルフ （画家）
- マルク・オーフェルマルス （サッカー選手）